# 松岡恵美
松岡 恵美（まつおか めぐみ、8月7日 - ）は、日本の歌手、モデル、女優。静岡県出身。身長167cm、血液型A型。
2000年度のミス湘南・準グランプリ。2020年（第8回）ミス・はちみつクイーンwebコンテストグランプリ。
歌手活動としてのアーティスト名はMEMI（当初は小文字のmemi）。歌の他、自ら作詞も手がけている。また、MEMI名義での歌手デビューは2003年だが、それ以前にもユニットでCDをリリースしている。2008年は199Xのボーカルとして活動し、2009年、2010年とソロでロックを中心の新曲CDを2枚リリースした。

## 音楽

### シングル
1. SPEED LIMIT（2004年5月26日）
2. MuTeKI（2009年6月7日）
3. Looking for the answer of love／To Shine（2010年9月28日）

ユニット「Heaven」名義
1. C-Girl（1999年8月27日） - 浅香唯の同曲のカバー。TBSミスマップ天国2エンディングテーマ

ユニット「J-TOP」名義
1. OH! ジーザス

### アルバム
1. Rise（2003年3月20日）
2. 87BPM（2006年4月5日）

### DVD
1. MEMI LIVE in club asia 07 17 2008（2008年）

## 主な出演作品

### テレビ番組
- インディーウォーズ
- 筋肉精鋭
- スロットパラダイス

### オリジナルビデオ
- 時空警察ヴェッカー（2001年） - 時空刑事シルビア役

### CM
- ブケ東海
- サビーナ化粧品（お姉さんを救え編）
- 学校法人モード学園
- 小林製薬「サラサーティ コットン100」
- ミツカン ワンスプーン都市編
- メニコン 2weekプレミオ（手タレ）

### その他
- 川口市民年金イメージガール（1999年）
- Golfoo イメージキャラクター（2000年）
- メイベリン ワンダーカールズ（2000年）
- ミス湘南 準グランプリ （2000年）[1][2]
- 東京ベイスタジオ イメージガール（2001年）
- ゲンバラジャパン イメージガール（2002年 - 2005年）
- DUCATI TEAM INFO STRADA イメージガール（2002年）
- ラ・ベレッツァスピード イメージガール（2002年）
- アルファチャレンジ イメージガール（2002年）
- GOTHAM イメージガール（2002年）
- エステキューズ イメージガール（2003年）
- 777＠nifty イメージガール 777ガールズ（2003年）
- PRIDE GIRLS（2003年）
- MonDo ガール（2003年 - 2004年）
- IZURUガールズ（2004年 - ）
- J-NETラウンドガール（2004年）
- ブリヂストン バトラックスギャル（2004年）
- 2005 PERSON'S RACING RQ（2005年）
- ファイテンレーシングキャンペーンガール（2005年）
- ファブレス スーパーモデル（2006年）
- D.O.G ラウンドガール（2006年）
- ヒューマンゲストチーム レースクイーン（2006年）
- OUTOX ガール（2006年）
- NJLF ラウンドガール（2007年)
- Nortonファイターガール（2008年）
- TOKYO CITY CYCLING 2008 イメージガール（2008年）
- 東京モーターショー三菱自動車ブース ナレーター・ステージモデル（2009年）
- インターラッシュレーシング レースクイーン（2009年）
- CORSA ARGENTO レースクイーン（2009年 - ）
- ライコランド レースクイーン（2010年）
- ボートレース大村 キャンペーンガール（2013 - 2015年）[4][5][6][7]
- 大宮競輪 キャンペーンガール（2017年）[8][9][10]
- ミス・はちみつクイーンwebコンテストグランプリ（2020年）[3]。